# Las Tres Cruces, Oaxaca
Las Tres Cruces är en ort i Mexiko.   Den ligger i kommunen San Simón Zahuatlán och delstaten Oaxaca, i den sydöstra delen av landet, 220 km sydost om huvudstaden Mexico City. Las Tres Cruces ligger 1 912 meter över havet och antalet invånare är 256.
Terrängen runt Las Tres Cruces är huvudsakligen kuperad. Las Tres Cruces ligger uppe på en höjd. Runt Las Tres Cruces är det glesbefolkat, med 18 invånare per kvadratkilometer. Närmaste större samhälle är Santiago Chilixtlahuaca, 14,0 km nordost om Las Tres Cruces. I omgivningarna runt Las Tres Cruces växer huvudsakligen savannskog.